# Na kraju zločina
Na kraju zločina (v izvirniku angleško CSI: Crime Scene Investigation) je ameriška dramska kriminalna serija, ki govori o forenzikih. Ustvarja jo televizija CBS, prvič pa je bila predvajana 6. oktobra 2000. V Na kraju zločina spremljamo lasvegaške forenzike, ki rešujejo nenavadne umore in druge zločine.
Prvih osem in pol sezon je bil glavni zvezdnik serije William Petersen v vlogi dr. Gila Grissoma, nadzornika v nočni izmeni, ki se briljantno znajde na kraju zločina. Sredi devete sezone je Petersen serijo zapustil, zamenjal pa ga je Laurence Fishburne v vlogi dr. Raymonda Langstona, nekdanjega zdravnika, ki postane kriminalist, da bi se osvobodil demonov iz preteklosti. Izvršni producent je Anthony E. Zuiker.
Serija je začetnica franšize Na kraju zločina, ki jo dopolnjujeta še miamijska in newyorška različica.
Kot obe ostali seriji iz franšize, tudi to v Sloveniji predvaja POP TV. Nova, 11. sezona je na spored prišla v sredo, 21. marca 2012.

## Igralska zasedba
- Laurence Fishburne kot dr. Raymond Langston
- Marg Helgenberger kot Catherine Willows
- George Eads kot Nicholas »Nick« Stokes
- Eric Szmanda kot Greg Sanders
- Robert David Hall kot dr. Albert »Al« Robbins
- Wallace Langham kot David Hodges
- Jorja Fox kot Sara Sidle
- Paul Guilfoyle kot načelnik James »Jim« Brass

## Pomembnejše nagrade in nominacije
- 4 emmyji (ličenje, 2002; montaža zvoka, 2003; kinematografija, 2006; montaža zvoka za komično ali dramsko serijo, 2007) in 28 nominacij
- 6 nominacij za zlati globus
- 2 nagradi ASC
- nagrada saturn
- nagrada Ameriškega igralskega ceha (Screen Actors Guild)